# Chaetexorista javana
Chaetexorista javana is een vliegensoort uit de familie van de sluipvliegen (Tachinidae). De wetenschappelijke naam van de soort is voor het eerst geldig gepubliceerd in 1894 door Brauer and Bergenstamm.